# Agios Dimitrios
Agios Dimitrios of Agios Dimitrios Attikis (Grieks: Άγιος Δημήτριος of Άγιος Δημήτριος Αττικής) is een gemeente (dimos) in de Griekse bestuurlijke regio (periferia) Attica.